# Сумской областной краеведческий музей
Сумской краеведческий музей — областной краеведческий музей в городе Сумы, Украина. Крупнейшее собрание материалов и документов по истории, этнографии, природе и археологии Сумской области.
Расположен по адресу: Сумы, ул. Герасима Кондратьева, 2.

## История

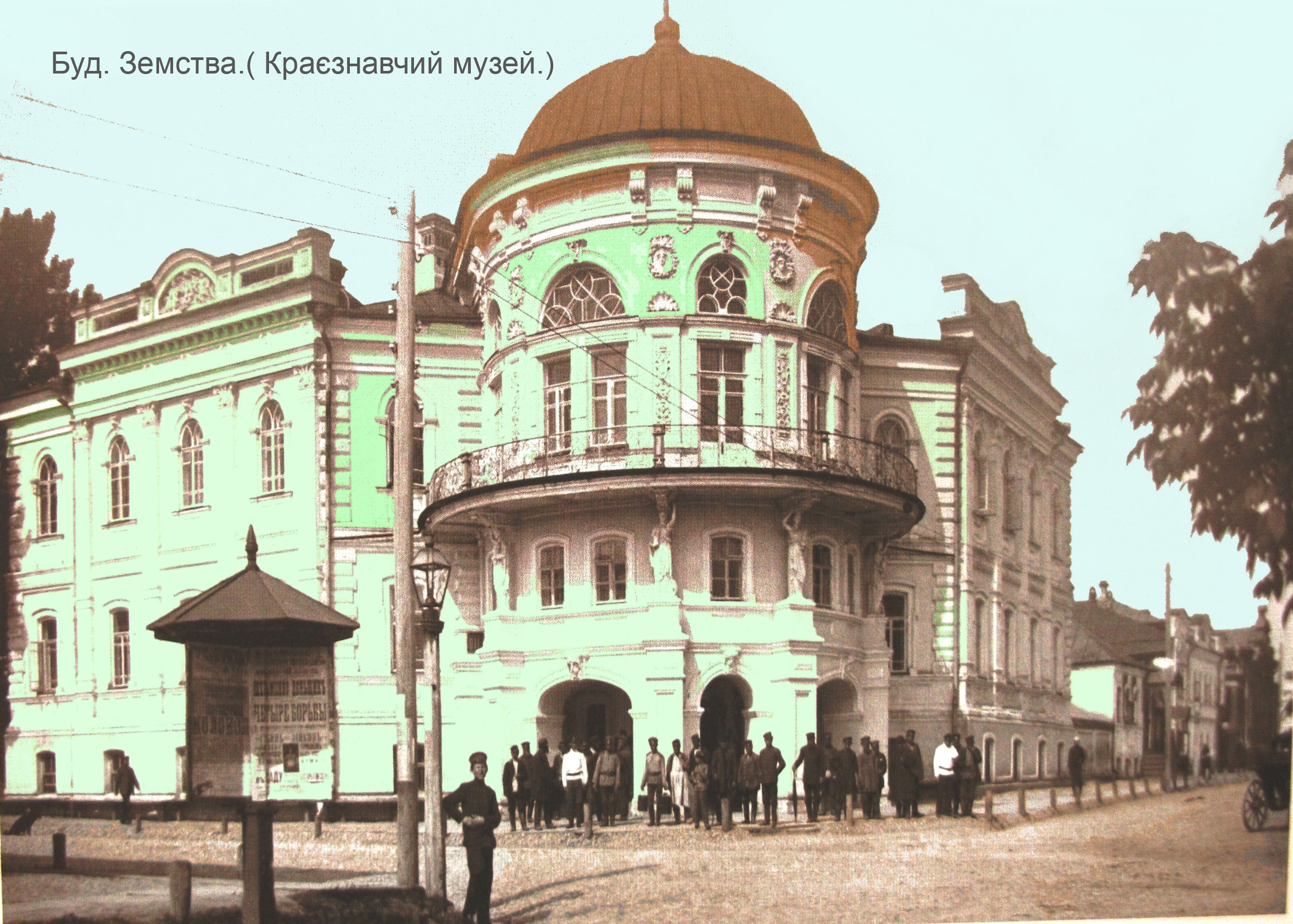
Здание земства, начало XX века

Здание, в котором находится музей — бывший дом земства (земской управы). Он построен в 1885—1886 годах по проекту архитектора Карла Густавовича Шольца.
Сумской областной краеведческий музей основан в 1920 году как художественно-исторический. Основателем и первым директором музейного заведения был художник, поэт и общественный деятель Никанор Онацкий.
В 1939 году из структуры художественно-исторического музея были отделены материалы археологических, этнографических и естественных коллекций для нового краеведческого музея, художественное же собрание осталось в Сумском художественном музее.
В 1958 году краеведческий музей вместе с институтом археологии Академии наук УССР начал археологические исследования на территории Сумской области.
Начиная с 1972 года, музейное учреждение содержится в одном из самых красивых зданий города — в помещении бывшей земской управы (памятник истории и архитектуры XIX в.).

## Структура и фонды
Помимо основных экспозиций, в Сумах музей имеет следующие отделы: дом-музей А. П. Чехова также в областном центре и музей им. П. И. Чайковского в с. Низы Сумского района. На правах филиалов функционируют Ахтырский и Путивльский краеведческие музеи.
Сумской краеведческий музей имеет следующие отделы-экспозиции:
- естественный (геология, флора, фауна Сумской области)
- исторический (археологические, этнографические собрания, коллекция старинного оружия, исторические и архивные документы и т. п.);
- современной истории (вместе с коллекциями советского периода).

Ценные экспонаты Сумского краеведческого музея, найденные на территории области, — славянское рало VII—IX веков, византийские вазы IV—V веков работы константинопольских мастеров, женские украшения, стеклянные кубки и другие предметы из могильника черняховской культуры близ города Сумы; казацкие оружие, пороховницы, чернильницы XVII века; гутное стекло XVIII века; цеховые знамёна, кролевецкие полотенца, Волокитинский фарфор XIX века; оригинальные документы, касающиеся Павла Полуботка, Тараса Шевченко, Павла Грабовского, автографы поэтов Г. Д. Державина, В. В. Капниста и др.
В фондах музея около 45 000 единиц хранения: археологические, нумизматические, этнографические, палеонтологические коллекции, ценные исторические документы, редкие издания книг, газеты, плакаты, открытки, оружие, флаги, мемориальные вещи, посуда, мебель и др.

## Галерея

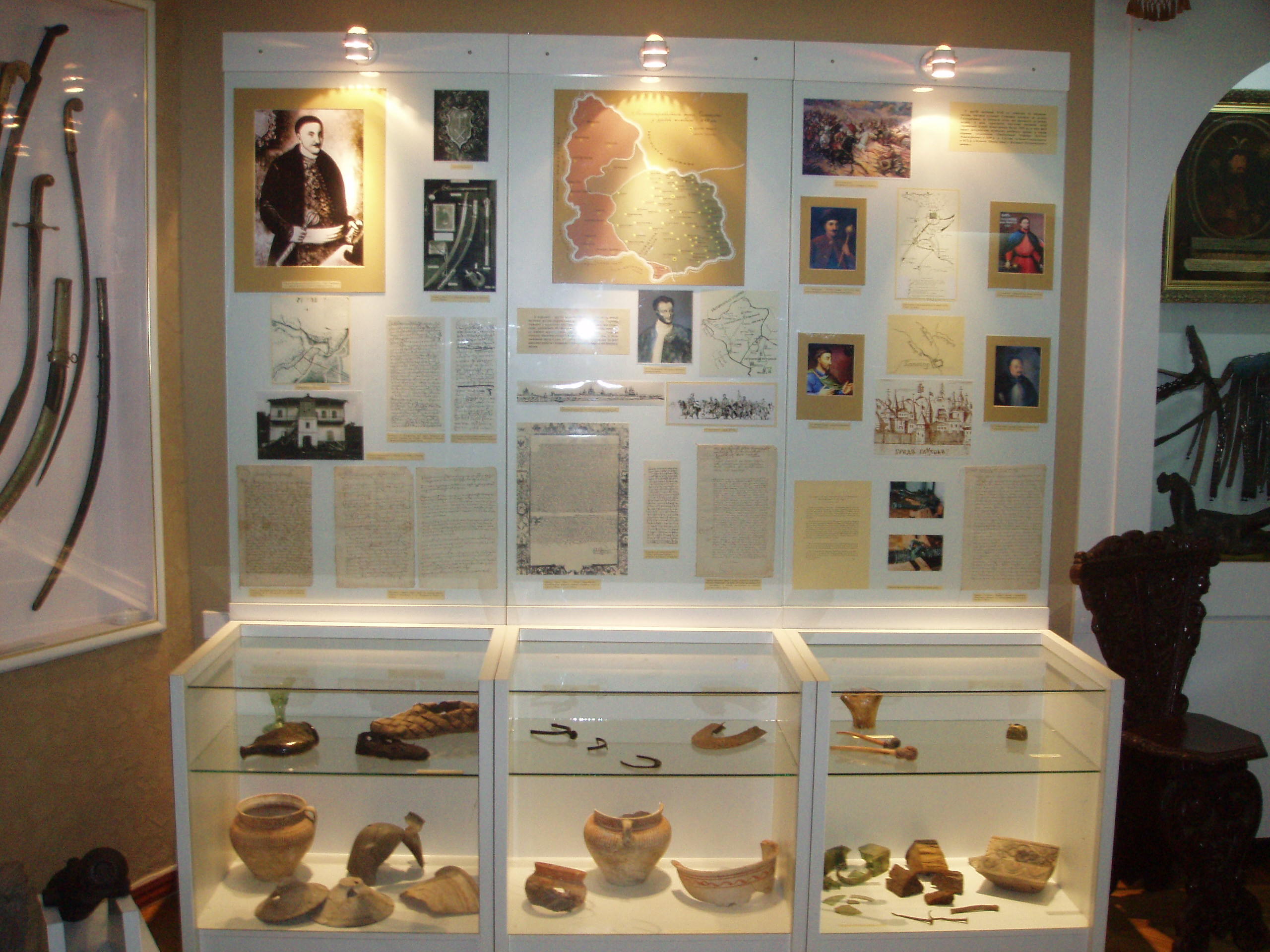
Стенд материалов о формировании казачества на Сумщине
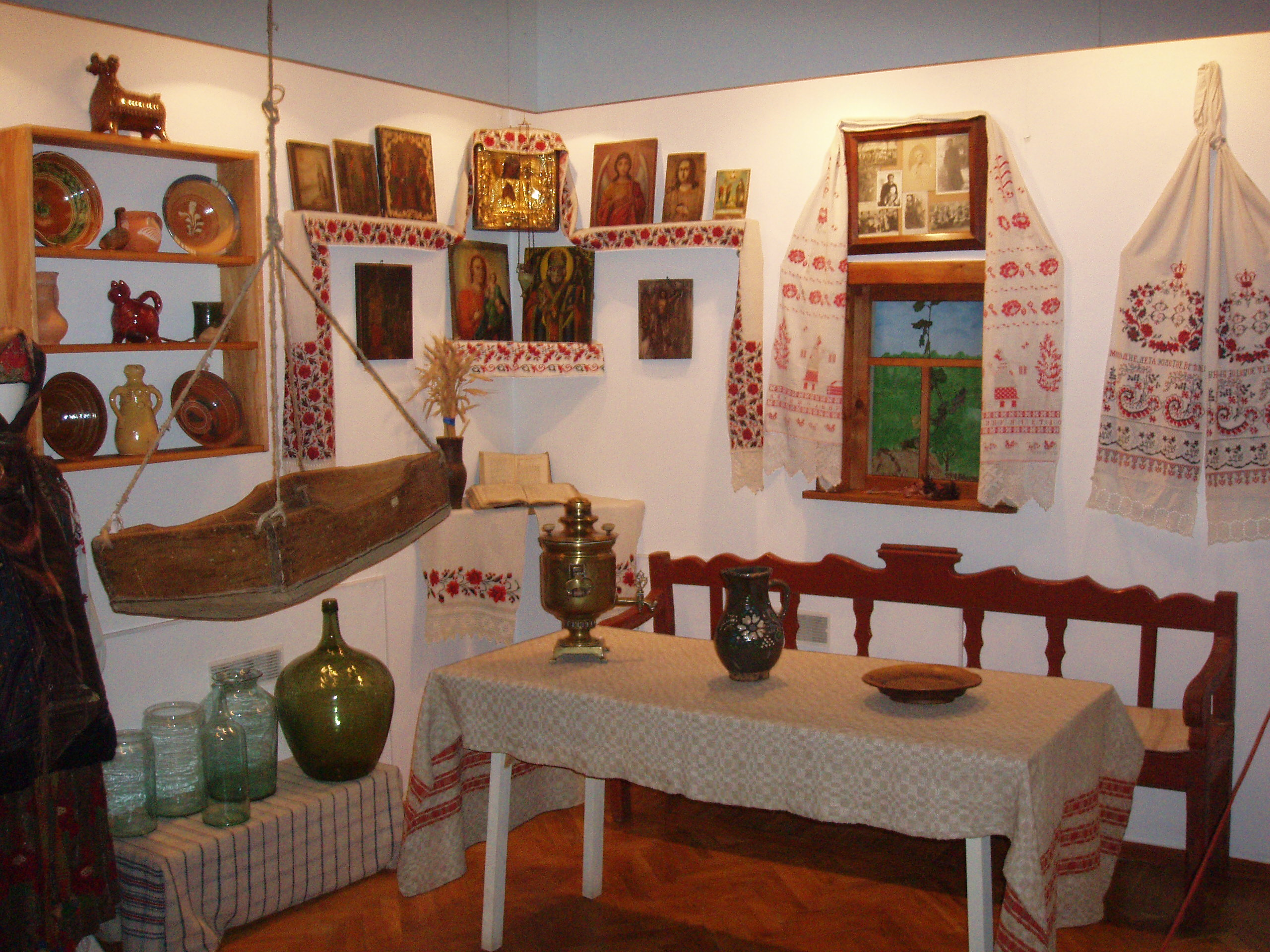
В этнографическом зале музея
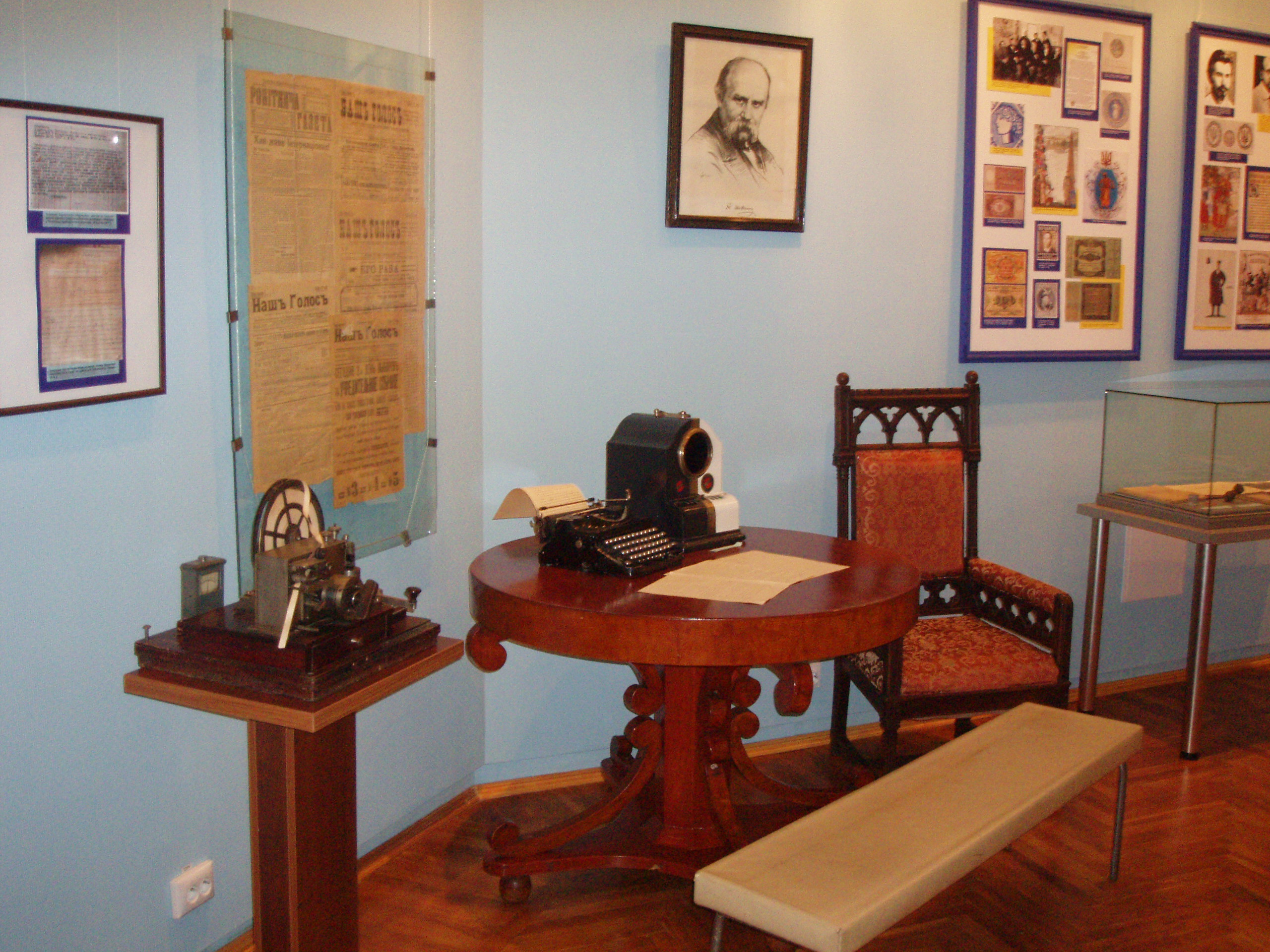
В зале, посвящённом освободительному движению начала XX века
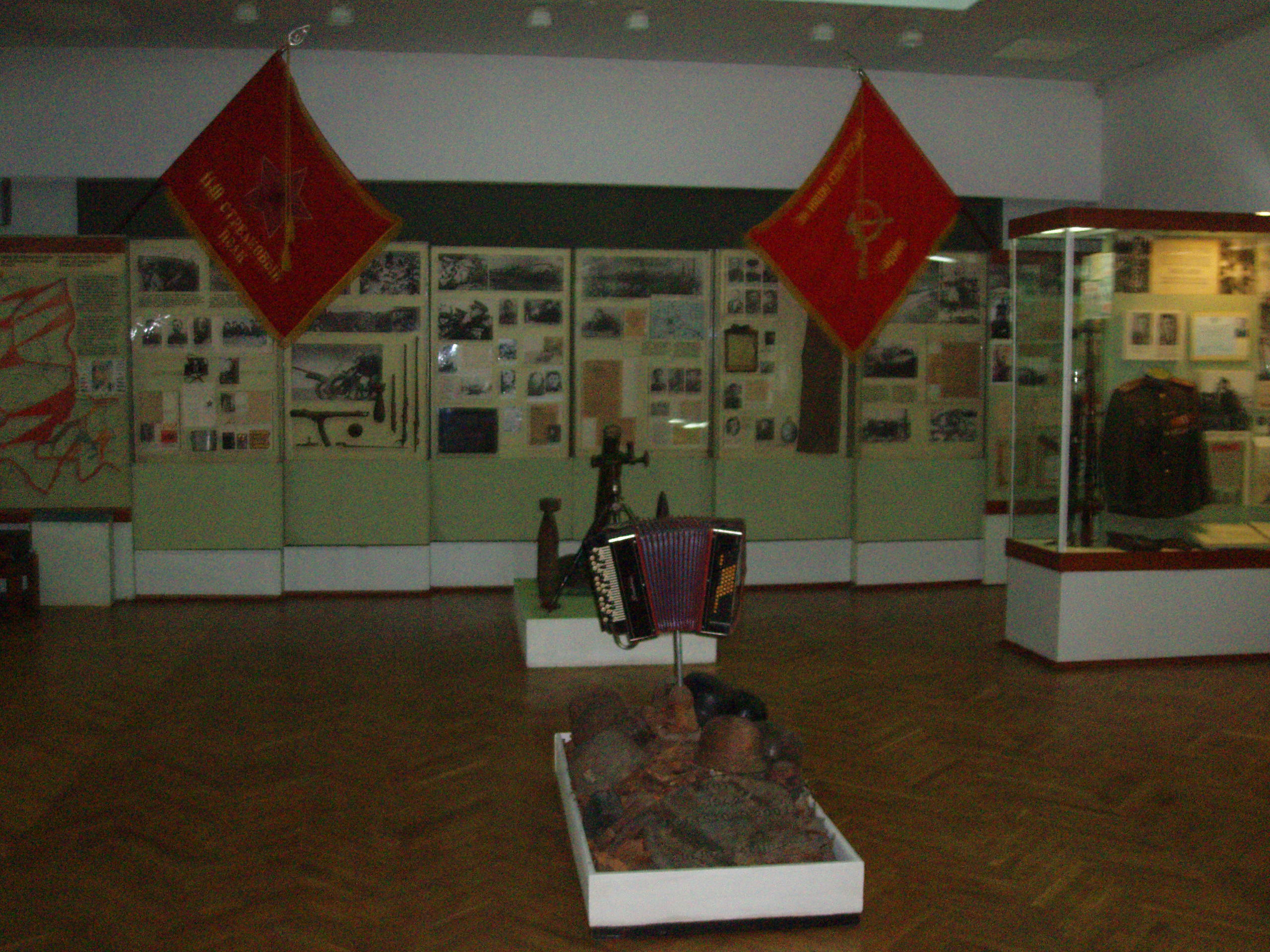
Зал, посвящённый ВОВ